# Eduard Joseph Schmidtlein

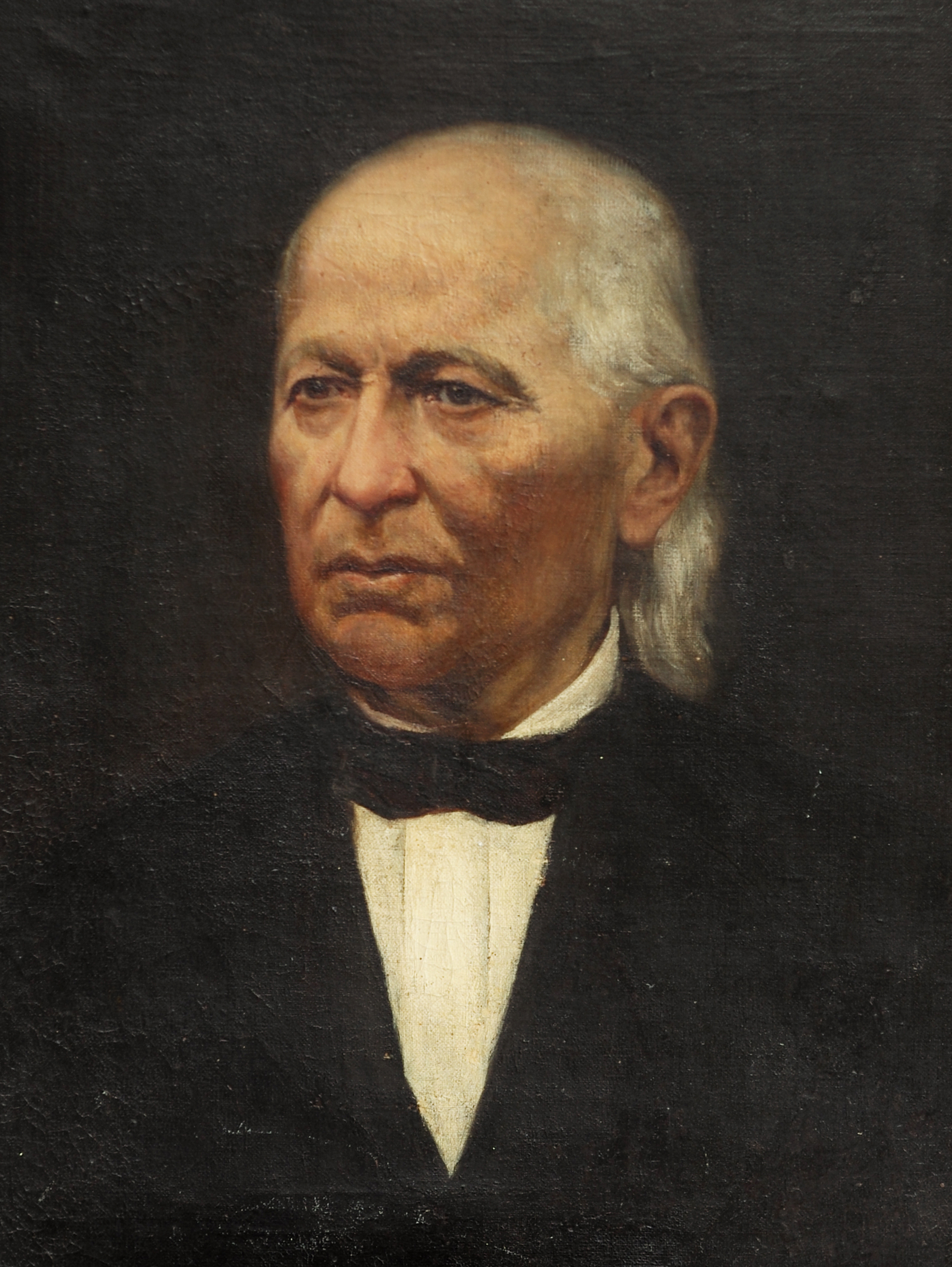
Eduard Joseph von Schmidtlein

Eduard Joseph Ritter von Schmidtlein (geboren 11. September 1798 als Eduard Joseph Schmidtlein in Würzburg, gestorben 26. Februar 1875 in München) war ein deutscher Jurist.

## Leben
Eduard Schmidtlein wurde 1798 geboren. Sein Vater war der Jurist Philipp Joseph Schmidtlein, seine Mutter Juliane Dupertuis. Schmidtlein studierte von 1816 bis 1820 in Würzburg, dann in Göttingen und Berlin, wo er im Haus des Juristen Friedrich Carl von Savigny und seiner Frau Gunda, geb. Brentano wohnte. Dort machte er die Bekanntschaften von Bettina und Achim von Arnim sowie August von Gneisenaus. Im Jahr 1822 promovierte Schmidtlein in Göttingen.
Im Jahr 1823 wurde Eduard Schmidtlein zum außerordentlichen Professor an der Universität Landshut ernannt. Nachdem letztere 1826 nach München verlegt worden war, lehrte er dort bis 1835. Von 1835 bis 1870 war er ordentlicher Professor der Rechte (Kriminal- und Kriminalprozessrecht) an der Universität Erlangen, der er zwischen 1836 und 1861 mehrfach als Prorektor diente.
Von 1852 bis 1864 war Eduard Schmidtlein mit kurzer Unterbrechung Präsident des Bezirkstages von Mittelfranken. Am 29. Mai 1862 erhielt er, wie zuvor sein Vater Philipp Joseph Schmidtlein, den mit dem persönlichen Adel verbundenen Verdienstorden der bayerischen Krone. Nach seinem Ausscheiden aus dem Universitätsdienst kehrte er im Sommer 1870 nach München zurück, wo er am Wittelsbacherplatz 3 wohnte.
Eduard Schmidtlein war in erster Ehe mit Clara Göschen (1806–1840) verheiratet, Tochter des Rechtswissenschaftlers Johann Friedrich Ludwig Göschen (1778–1837). 1842 heiratete Eduard Schmidtlein Therese Müller (1815–1872), Tochter des preußischen Geheimen Kabinettsrats Carl Christian Müller. Dieser Ehe entstammte u. a. die Sängerin Marie Schmidtlein.

## Werke
- De servitutibus per pactum constituendis. Dissertatio Inauguralis Juridica. Göttingen 1823.
- Grundriß zu Vorlesungen über das katholische und protestantische Kirchenrecht mit besonderer Rücksicht auf die in Baiern geltenden Bestimmungen. E.A. Fleischmann, München 1826.
- Über die Errichtung der Servituten durch Vertrag. Archiv für die civilistische Praxis 9: 145–196. 1826.
- Vita Caroli Henrici Grosii Adolf Ernst Junge, Erlangen 1843.
- Von der academischen Freiheit und dem rechten Gebrauche derselben. Eine Rede beim Antritt des Prorektorats der Friedrich-Alexanders-Universität zu Erlangen am 4. November 1851 gehalten von D. Eduard Joseph Schmidtlein, öffentlichem ordentlichen Professor der Rechtswissenschaft, ordentlichem Besitzer des Spruchcollegiums, Ritter des Verdienst-Ordens vom h. Michael. J.J. Barfus'sche Universitäts-Buchdruckerei, Erlangen 1851.